# Aeropuerto Regional de Monroe

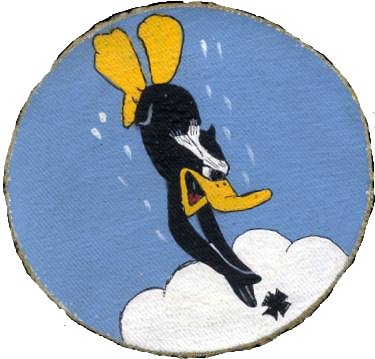
Logotipo de la escuela de aviadores Army Air Force Navigator School, 1943

El Aeropuerto Regional de Monroe (en inglés, Monroe Regional Airport) es un aeropuerto de uso público situado en Ouachita Parish, Luisiana, Estados Unidos. El aeropuerto es propiedad de la Ciudad de Monroe (Luisiana)  y se encuentra a tres millas (6 km) al este de su distrito financiero. Su código IATA y su identificador LID de la Administración Federal de Aviación (FAA)  es MLU. Su código OACI es KMLU.
El aeropuerto se anuncia como el lugar de nacimiento de Delta Air Lines, y su logotipo es una variante del logotipo de Delta.

## Historia
Durante la Segunda Guerra Mundial, el Comando de Entrenamiento de Vuelos de la Fuerza Aérea del Ejército de los Estados Unidos utilizó el aeropuerto como un centro de entrenamiento de cadetes a partir de agosto de 1942.
El aeropuerto fue llamado Selman Army Airfield, por el nombre de un piloto de la Marina, el teniente Augusto J. Selman, USN, nativo de Monroe, Luisiana, que murió en Norfolk, Virginia, el 28 de noviembre de 1921, por las lesiones recibidas en un accidente aéreo sufrido en el cumplimiento de su deber.
La Escuela de Pre-Vuelo (navegación de bombardero) de las Fuerza Aérea del Ejército se trasladó al Selman Army Airfield desde Maxwell, Alabama. Los elementos restantes de la Escuela Superior de navegación llegaron desde Turner Field, Georgia, el 14 de septiembre. El campo de vuelo Selman fue la mayor escuela de  navegación en los Estados Unidos en su tiempo y la única escuela completa de navegación de la nación, de principio a fin, durante la Segunda Guerra Mundial. De los cientos de campos que fueron operados por las Fuerzas Aéreas del Ejército, era sólo en Selman donde un cadete podía obtener toda su formación sin tener que abandonar el campo. Más de 15.000 pilotos fueron entrenados en el campo Selman, los cuales volarían en todos los teatros de operaciones aéreas durante la guerra.
La gran mayoría de los aviones utilizados en el aeródromo eran C-45s, también conocidos como AT-7. Los BT-13 fueron pilotados para entrenamiento básico de vuelo; y los TC-47 y TC-46s fueron utilizados a partir de finales de 1944.
El campo de entrenamiento fue cerrado después del 1 de septiembre de 1945. Después fue utilizado como un centro de separación para el retorno de personal en el extranjero hasta que se inactivó el 31 de mayo de 1946. El aeropuerto fue devuelto al control civil el 31 de julio de 1946.

## Instalaciones y aviones
El Aeropuerto Regional de Monroe tiene una superficie de 2.660 acres (1.076  ha) con una elevación de 79 pies (24 m) sobre el nivel del mar. Consta de tres pistas pavimentada de asfalto: la 4/22 mide 7.507 por 150 pies (2.288 x 46 m); la 14/32 es de 5,000 por 150 pies (1.524 x 46 m); y la 18/36 es de 5.001 por 150 pies (1.524 x 46 m).
En 2009 Lincoln Builders of Ruston  inició la construcción de una nueva terminal con una superficie de unos 60 000 pies cuadrados (5574,2 m²), estando programada su finalización en 2011.
Desde abril de 2007 hasta abril de 2008, el aeropuerto tuvo 44.706 operaciones de aeronaves, un promedio de 122 por día: un 66% de aviación general, el 14% de aerotaxi, el 11% de  aviación comercial programada y el 9% de aviación militar. En ese momento había 93 aviones con base en este aeropuerto: 69% de aviones de un solo motor, el 19% de multi-motor, el 8% de aviones de reacción y el 4% de helicópteros.

## Líneas aéreas y destinos
| Aerolíneas       | Destinos                 |
| ---------------- | ------------------------ |
| American Eagle   | Dallas/Fort Worth        |
| United Express   | Houston-Intercontinental |
| Delta Connection | Atlanta                  |